# I love you (película)
I love you es una película del año 2022.

## Sinopsis
Dj Contrario es un melomaniaco que vive escapando de la diaria rutina en su ciudad natal, un día en Omegle conoce a Ari Vega y se enamora fatalmente de  ella. 
Dj encuentra la respuesta sobre el sentido real del amor y poco a poco comienza a entender el bonito misterio de la mujer que se robo su corazón.

## Premios
- Durban
- Mandarina de Oro